# Reinhard Oberschelp
Reinhard Oberschelp (* 9. März 1936 in Herford) ist ein deutscher Historiker,  Bibliothekar und Bibliograf.

## Leben
Nach dem Studium der Geschichte und der Germanistik an der Universität Münster und der Promotion 1961 schlug Oberschelp die Laufbahn als wissenschaftlichen Bibliothekar ein. Seine Prüfungsarbeit am Bibliothekar-Lehrinstitut des Landes Nordrhein-Westfalen in Köln Die Bibliographien zur deutschen Landesgeschichte und Landeskunde im 19. und 20. Jahrhundert (1967) entwickelte sich in der 2. und 3. Auflage (Die Bibliographien zur deutschen Landesgeschichte und Landeskunde 1977 bzw. 1997) zum Standardwerk über das Thema Regionalbibliografien. Von 1968 bis 1998 war er in der Niedersächsischen Landesbibliothek Hannover, der jetzigen Gottfried-Wilhelm-Leibniz-Bibliothek, tätig. In dieser Zeit gründete und leitete er, zuletzt als Bibliotheksdirektor, die Hauptabteilung Niedersachsen-Dokumentation. Er wurde zum ersten Bearbeiter der Niedersächsischen Bibliographie.
Zusammen mit dem Verleger Klaus G. Saur realisierte Oberschelp seit 1975 das Gesamtverzeichnis des deutschsprachigen Schrifttums (GV) 1911-1965 (erschienen 1976 bis 1981 in 150 Bänden), dem 1979 bis 1987 noch das Gesamtverzeichnis für die Jahre 1700–1910 in 161 Bänden folgte. Der buchhändlerische Erfolg überraschte sowohl 'Erfinder' als auch Verleger dieser retrospektiven Nationalbibliografie: vom GV 1911–1965 wurden 800 Exemplare, vom GV 1700–1910 720 Exemplare verkauft.
Auch als Regionalhistoriker Niedersachsens trat Oberschelp mit zahlreichen Werken hervor, in denen er aus den reichen Quellen des Altbestands der Niedersächsischen Landesbibliothek schöpfte. So erschienen in den 1980er Jahren das Standardwerk Niedersachsen 1760–1820. Wirtschaft, Gesellschaft, Kultur im Land Hannover und Nachbargebieten (2 Bände, 1982), eine Politische Geschichte Niedersachsens 1714–1803 (1983) und eine Politische Geschichte Niedersachsens 1803–1866 (1988), die Sammlungen Niedersächsische Texte 1756–1820 (1983) und Niedersächsische Texte 1820–1866 (1985), Politische Predigten 1727–1866 (1985) und Beiträge zur niedersächsischen Preisgeschichte des 16. bis 19. Jahrhunderts (1986). Abgeschlossen wurde diese Publikationsreihe mit den zu Ausstellungen erschienenen Katalogen Die Französische Revolution und Niedersachsen 1789–1803 (1989) und Stahl und Steckrüben. Beiträge und Quellen zur Geschichte Niedersachsens im Ersten Weltkrieg (1914–1918) (1993). Nach seiner Pensionierung im Jahre 1998 setzte Oberschelp seine Forschungen fort, so u. a. mit einem dreibändigen Werk zu den Rechtsquellen aus den hannoverschen Landen 1501 bis 1803 (1999) und zu Kupferstichplatten aus dem 17. und 18. Jahrhundert. Ein wiederentdeckter Kulturschatz in der Niedersächsischen Landesbibliothek (2002).
Derzeit erarbeitet Oberschelp einen Katalog Ausgewählte Bilder aus dem Altbestand der Gottfried Wilhelm Leibniz Bibliothek.

## Schriften (unvollständig)
- Reinhard Oberschelp ist „Autor zahlreicher Veröffentlichungen zur Geschichte Niedersachsens“.[1]
- Die Edelherren von Büren bis zum Ende des 14. Jahrhunderts (= Veröffentlichungen der Historischen Kommission für Westfalen 22). Aschendorff, Münster 1963 (Dissertation).
- Niedersächsische Bibliographie, 1971ff.
- (Hrsg.): Gesamtverzeichnis des deutschsprachigen Schrifttums 1911–1965, Bde. 1–150, 1976–1981.
- Die Bibliographien zur deutschen Landesgeschichte und Landeskunde (= Zeitschrift für Bibliothekswesen und Bibliographie Sonderheft 67). 3. völlig überarb. Auflage. Klostermann, Frankfurt am Main 1997, ISBN 3-465-02944-5.
- Rechtsquellen aus den hannoverschen Landen 1501 bis 1803. Ein Verzeichnis als Beitrag zur Alltagsgeschichte nach den Beständen der Niedersächsischen Landesbibliothek. 2 Teile, C. W. Niemeyer, Hameln, ISBN 978-3-8271-8667-6.
- (Bearb.): Kupferstichplatten in der Gottfried-Wilhelm-Leibniz-Bibliothek. Katalog (= Gottfried Wilhelm Leibniz Bibliothek / Schriften, Bd. 1), Katalog mit beigefügter CD (Abbildungen sämtlicher Platten). C. W. Niemeyer, Hameln 2005, ISBN 3-8271-8901-2.
- Karl-Heinz Weimann zum 80. Geburtstag, in: Zeitschrift für Bibliothekswesen und Bibliographie, ISSN 0044-2380. Jg. 49 (2002), S. 249–250.
- Eine Denkschrift und ein Anruf, in: Erste Begegnungen – gemeinsame Projekte: Klaus G. Saur zum 60. Geburtstag. Hrsg. von den Mitarbeiterinnen und Mitarbeitern des K. G. Saur Verlags. K. G. Saur, München [u. a.] 2001, ISBN 3-598-27741-5, S. 130–132.
- Giuseppe Campani und der Ring des Planeten Saturn. Ein Dokument in der Gottfried-Wilhelm-Leibniz-Bibliothek. C. W. Niemeyer, Hameln 2011, ISBN 978-3-8271-8835-9.